# Race of Champions 1993
Race of Champions 1993 kördes på Kanarieöarna 1993.
- Plats:  Kanarieöarna
- Datum: 1993
- Segrare:  Didier Auriol